# محمد جبارة
محمد منصور جبارة ، (1981-) مواطن كندي من أصول عراقية مسجل علي أنه أحد مقاتلي تنظيم القاعدة  ، وهو من مواليد دولة الكويت ، وقد أُدين في قضايا تتعلق بالإرهاب ، وكان نشطًا ضمن تنظيم القاعدة ، وجرى إعتقاله في عام 2002.

## النشأة والتنقل
ولد محمد منصور جبارة في  بمدينة الكويت وتحديدا في مستشفى الصباح بتاريخ 21 ديسمبر 1981 ، وسافر مع والديه في طفولته إلى كل من مصر والمملكة العربية السعودية. ، ثم بعد فترة إنتقل إلى كندا مع عائلته وكان في الثانية عشرة من عمره، والتحق بمدرسة هولي كروس الثانوية الكاثوليكية في مدينة سانت كاثرينز في مقاطعة أونتاريو ، وتخرج من المدرسة الثانوية عام 1999، وقُبل في جامعة سانت ماري في مدينة هاليفاكس ، وكان يطمح لأن يصبح طبيب عيون ، غير أنه قرر عدم متابعة التعليم الجامعي بالرغم من قدرة والده المادية علي دفع تكاليف دراسته حيث أفتتح والده محطة وقود في مدينة هاليفاكس.
وقد إعتاد بين فترة وأخري هو وشقيقه العودة إلى الكويت (مسقط رأسه) صيفًا لزيارة أقاربهم ، وهناك التقوا بسليمان بوغيث الذي أصبح لاحقًا متحدثًا باسم تنظيم القاعدة ، كما عرّفه صديق طفولته أنس الكندري على تنظيم القاعدة وأسامة بن لادن خلال زيارات الصيف في الكويت ، ثم عاد إلى كندا وبدأ بجمع التبرعات حيث جمع نحو ثلاثة آلاف وخمسمئة دولار كندي وسلمها لأبو غيث دعمًا للمقاتلين في الحرب الشيشانية الأولى.

## بداية النشاط المسلح
في  شهر يوليو من عام 2000، سافر شقيقه (عبد الرحمن جبارة) إلى أحد معسكرات التدريب في أفغانستان، وبعد شهر سافر محمد إلى الكويت ، حيث التقى بسليمان بوغيث الذي دفع له ثمن تذكرة السفر إلى مدينة كراتشي، ومنها إنتقل إلى مدينة بيشاور ، ثم سار على قدميه إلى منطقة طورخم ، وهناك التقى بشقيقه، وإنتظرا بناء معسكر أبو يحيى الليبي قرب كابل واستقروا فيه للتدريب. ، وفي أوائل عام 2001 ، تم تشخيص حالته بالإصابة بالتهاب الكبد من قبل أيمن الظواهري ، وأوصاه بالراحة لمدة شهر ، وبينما عاد شقيقه إلى كندا، التحق محمد بمعسكر الفاروق التدريبي لمدة عشرة أسابيع ، حيث رفض عرضًا ليكون مدربًا، ثم انتقل إلى بيت ضيافة في قندهار ، حيث زاره شقيقه لاحقًا. ، وفي أيار أو تموز من العام ذاته ، بايع محمد جبارة أسامة بن لادن في مدينة قندهار ، فأرسله إلى خالد شيخ محمد الذي قرنه بالمقاتل أحمد سهاجي كشريك له في مدينة كراتشي.

## محطات النشاط المسلح والتخطيط
بعد لقائه برضوان عصام الدين المشهور بحمبلي ، تسلم ثلاث عناوين إلكترونية خاصة لكل مهمة منفصلة، واحدة للإرسال، والثانية للقراءة، والثالثة للرد فقط. ، ففي العاشر من سبتمبر عام 2001 ، وبناءً على طلب خالد شيخ محمد، غادر محمد جبارة باكستان وسافر إلى هونغ كونغ ، ثم بعد يومين إلى كوالالمبور حيث التقى بمسلحين في أحد فروع مطاعم ماكدونالدز داخل مركز تسوق محلي ، وبعدها سافر بالحافلة إلى سنغافورة ، حيث التقى بعناصر من الجماعات الإسلامية وطلبوا منه تمويلًا ماليا من تنظيم القاعدة لتفجيرات كانوا يخططون لها، إلا أن المجموعة كانت تحت المراقبة، وأعترف بعض أفرادها بلقاء شخص يُدعى "سامي"، ولكن محمد جبارة كان قد غادر البلاد، وقد تم التعرف عليه من بطاقة الدخول التي كتب عليها أسمه الحقيقي وعنوانه في كندا.
- في شهر أكتوبر ، عاد إلى سنغافورة والتقى بفاتح الرحمن الغزوي ، وبعدها سافرا معًا إلى مانيلا واطلعا على السفارتين الأمريكية والإسرائيلية، ولكنهما قررا أن استهدافهما أمر صعب ، وبعد عشرة أيام عاد محمد جبارة إلى سنغافورة.[10]

- في شهر نوفمبر ، عاد إلى كوالالمبور، حيث التقى بعميل للقاعدة في مجمع سيتي وان بلازا، وسلّمه عشرة آلاف دولار في كل زيارة ، ثم تلقى في الشهر التالي رسالة إلكترونية بعنوان "مشكلة"، تفيد بأن زملاءه في سنغافورة قد اعتقلوا، فهرب إلى بانكوك، حيث التقى بحمبلي الذي نصحه بالعودة إلى الشرق الأوسط ، وأبلغه أن المبلغ الذي قدّمه ، وهو 70 ألف دولار، سيُستخدم لضرب أهداف ناعمة مثل الملاهي الليلية.[11]

- في شهو يناير عام 2002 ، سافر إلى دبي ، وهناك التقى بشقيقه عبد الرحمن جبارة ، وكان الإثنان مطلوبين للسلطات الأمنية ، إذ وُجد جواز سفره الكندي في مداهمة أمنية بسنغافورة بتاريخ الثامن والتاسع من كانون الأول ، الا أنه وفي آذار ، إنتقل إلى سلطنة عمان بتكليف من التنظيم لتأسيس بيت آمن للقاعدة.[6]

## الاعتقال
ألقت السلطات العمانية القبض عليه في شهر فبراير  من عام 2002 ، وأبلغت السلطات الكندية لرفضها تسليمه مباشرة للولايات المتحدة خوفًا من تعرضه لسوء المعاملة والتعذيب ، وقد أوفدت كندا عنصرين من جهاز الاستخبارات الكندي لاستلامه ، وبالفعل عاد إلى كندا في الثامن عشر من نيسان بعد توقفه في لندن ، وخضع لتحقيق إستمر أربعة أيام ، ذكر فيه أنه إطلع على وثيقة داخل غرفة التحقيق تشير إلى عدم وجود أدلة كافية لإدانته ، وأن المحققين حاولوا إقناع العمانيين بإدانته لكنهم رفضوا بسبب غياب الأدلة ، فيما بعد، كسب ثقة أحد ضباط الاستخبارات الكندية الذي أقنعه بالتوجه إلى الولايات المتحدة ، على أساس أنه سيعود خلال ساعات ، لكنه سُلم إلى السلطات الأمريكية دون وجه قانوني ، حينها إعتبر الجمعية الكندية للحريات المدنية ما حدث "خيانة" ، وطالبت بفتح تحقيق.

## التعاون والإدانة
وافق محمد جبارة على التعاون مع السلطات الأمنية ، وسكن في عدة بيوت آمنة، وعمل كعميل مزدوج للمساعدة في تتبع خالد شيخ محمد وأسامة بن لادن ، ضمن صفقة ظن أنها جزء من اتفاق لتخفيف العقوبة ، وبعد أشهر، وخلال تحقيقات حول تحطم طائرة أمريكية في نيويورك ، أفاد بأن مساعدًا لخالد شيخ محمد أخبره بأن ريتشارد ريد وعبد الرؤوف جدّي كانا مكلفين بتفجيرات مشابهة ضمن "الموجة الثانية" من الهجمات ضد الولايات المتحدة، وأن جدّي هو من فجر الطائرة...

## إعادة اعتقاله
أُعيد اعتقاله في الخريف ، بعد أن وجدت الشرطة الفيدرالية الأمريكية في منزله قائمة بأسماء عملاء ومدعين أمريكيين ، إضافة إلى سكين وحبل وتعليمات لصنع القنابل ، وتم إحتجازه في مركز توقيف مانهاتن ، وصدر بحقه حكم بالسجن المؤبد من قبل القاضية باربرا إس جونز ، وقد صرح شقيقه الأكبر عبد الله بوجبارة لاحقًا بأن أخيه محمد كان "مجنونًا تمامًا" ، ويقضي حاليًا حكمًا بالسجن مدى الحياة في سجن إيه دي إكس فلورنس  الأمريكي ، بعد أن خالف شروط الإفراج عنه.